# Alexis Jeffers

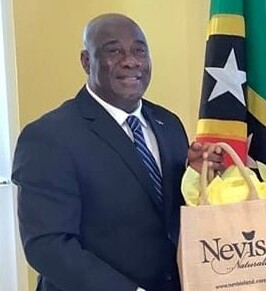
Alexis Jeffers 2022

Alexis Zook Jeffers (geb. 25. November 1968) ist ein Politiker in St. Kitts und Nevis. Er engagiert sich in der Partei Concerned Citizens’ Movement und ist für den Wahlkreis Saint James Abgeordneter in der Nevis Island Assembly. Daneben tritt er auch als Kandidat für die Nationalversammlung an.

## Leben

### Jugend und Ausbildung
Jeffers erhielt seine Schulbildung in Nevis an der St James Primary School, an der Gingerland Secondary School und am Charlestown Secondary School Sixth Form College. Weiterführende Bildung erhielt er in den Vereinigten Staaten, wo er das Broward College und die Florida Atlantic University besuchte.

### Karriere
Bevor er sich in der Politik engagierte, arbeitete Jeffers in einer Verleihfirma für Autos und gründete schließlich eine Swimming Pool-Reinigungsfirma.
Ende 2009 kündigte Jeffers an, dass er sich für die Wahlen im Januar 2010 als Kandidat für den Wahlkreis Nevis #11 aufstellen ließe. Zu dieser Zeit hatte er noch die doppelte Staatsbürgerschaft von St. Kitts und Nevis und den Vereinigten Staaten. Unter Art. 28 der Verfassung von St. Kitts und Nevis (1983) ist eine Person nicht für Wahlen der Nationalversammlung zugelassen, „wenn er kraft seiner eigenen Handlung unter einem Bekenntnis der Treue, des Gehorsams oder der Zugehörigkeit zu einer fremden Macht oder einem fremden Staat steht“ („if he is, by virtue of his own act, under any acknowledgement of allegiance, obedience or adherence to a foreign power or state“). Es war jedoch eine Kontroverse bis zur Verabschiedung des National Assembly Elections Act (2009), welcher von allen Kandidaten fordert zur Zeit der Nominierung zu schwören keine andere Staatsbürgerschaft zu besitzen, ob Menschen mit doppelter Staatsbürgerschaft nominiert werden dürften. Da St. Kitts und Nevis keine Botschaft der Vereinigten Staaten hat, musste Jeffers nach Barbados gehen um seine Staatsbürgerschaft aufzugeben. Seine Renunciation wurde im Quarterly Publication of Individuals Who Have Chosen to Expatriate im U.S.-Federal Register im Februar 2010 veröffentlicht. Er verlor jedoch die Wahl gegen Patrice Nisbett von der Nevis Reformation Party, der dann zusätzlich Attorney General of Saint Kitts and Nevis und Minister of Justice and Legal Affairs wurde.
Auch wenn er gegen Nisbett in den Bundeswahlen verlor, hatte Jeffers mehr Erfolg in den Nevis Island Elections, wo er Nesbitt um 37 Stimmen schlug und den Wahlkreis Saint James für sich gewinnen konnte. Er zog im Juli 2011 in die Nevis Island Assembly ein. Während der zweiten Legislaturperiode sprach Jeffers über eine Reihe von vermutlichen Irregularitäten in den Wahlen. In der ersten Sitzung in der neuen Sitzungsperiode der Nevis Island Assembly im Oktober inszenierten Jeffers und seine CCM-Kollegen einen Walkout und boykottierten die Parlamentsgeschäfte für einen Tag. Im Juni 2012 rief er Clayton Mills, den Saint James Registration Officer auf, zurückzutreten und beschuldigte ihn der politischen Bevorzugung in Bezug auf seine Behandlung der 108 Stimmberechtigten auf den Wahllisten in dem Distrikt, welche nach Angaben der CCM fälschlich registriert worden waren. Er sprach sich auch gegen Treibstoffzuschläge aus.
2023 ist er Deputy Premier and Minister of Agriculture, Lands, Housing, Cooperatives and Fisheries, Natural Resources and Disaster Management.